# 二水台灣獼猴生態教育館
二水台灣獼猴生態教育館，是位於台灣彰化縣二水鄉倡和村的一個台灣獼猴生態教育園區，地址是員集路（縣道152號）一段20號，緊鄰南投縣名間鄉。館前不遠處有台鐵集集線經過，附近有彰雲大橋（縣道141號）、台鐵濁水車站和國道3號名間交流道。管轄單位為林務局南投林區管理處，園區海拔高度介於175到417公尺間。

## 簡史
該館原先為1981年林務局為保護台灣獼猴所設的「二水彌猴自然保護區」。爾後於2006年7月廢除，同年8月重規劃為生態教育館。

## 園內設施
- 視聽教室
- 蝴蝶園區（包含誘蝶區）
- 林間教室
- 獼猴生態教育館：園區主要建物，有影音導覽、虛擬實境、獼猴介紹等服務。[1]

## 服務時間
- 每周二到周日，上午九時到下午五時。
- 每周六，日或國定假日，上午10:00及下午2:00提供導覽。

瞬間容許承載為一百人次。接受十五人以上團體預約申請導覽解說。

## 活動
舉辦的活動均以不餵食、不接觸、不干擾為其三原則。雖然餵食的水果可能是自然生產，但會改變獼猴習性，不可輕易餵食，也避免獸性大發而攻擊人類或搶奪食物。
- 「羊羊得意、獼猴保育」新春連署系列活動：我簽名、不餵養活動。於彰化八卦山脈松柏嶺舉行，簽名即可獲得紋身貼紙。
- 「二水台灣獼猴生態教育館環境發展專業服務」校外教學推廣活動。

## 交通
- 濁水車站
- 名間交流道
- 竹山交流道
- 斗六交流道
- 彰雲大橋
- 林內交流道

## 外部連結
- 行政院農委會林務局-山林悠遊網-二水台灣獼猴生態教育館（页面存档备份，存于）
- 二水台灣獼猴生態教育館的Facebook專頁